# بيتر فوكس (قسيس)
بيتر فوكس (بالإنجليزية: Peter Fox)‏ هو قسيس بريطاني، ولد في 1952.